# Lepoglava
Lepoglava je mesto na Hrvaškem, ki upravno spada pod Varaždinsko županijo.

## Zgodovina
Lepoglava leži v hrvaškem Zagorju v dolini rečice Bednja. Kraj je bil poseljen že v prazgodovinskih in rimskih časih na kar kažejo arheološka nahajališča. Pavlinski samostan s cerkvijo Blažene Djevice Marije je dal okoli leta 1400 postaviti grof Herman II. Celjski, po letu 1492 pa ga je temeljito obnovil ban Ivan Korvin. Med leti 1582 do 1637 je tu delovala pavlinska gimnazija, od 1683 do 1690 ter od leta 1700 dalje pa teološka šola. V 18. stoletju so samostan spremenili v zapor. Med najbolj znanimi zaporniki 20. stoletja v Lepoglavi so med drugimi bili predsednik SFRJ Josip Broz - Tito, nadškof in kardinal Alojzije Stepinac ter prvi hrvaški predsednik Franjo Tuđman.
Pavlinci so v Lepoglavo prinesli kleklanje. Znanje o izdelavi čipk se je ohranilo vse do danes. Od leta 1997 tu poteka vsakoletni mednarodni Festival lepoglavske čipke.

## Demografija
| Pregled števila prebivalcev po letih | Pregled števila prebivalcev po letih | Pregled števila prebivalcev po letih | Pregled števila prebivalcev po letih | Pregled števila prebivalcev po letih | Pregled števila prebivalcev po letih | Pregled števila prebivalcev po letih | Pregled števila prebivalcev po letih | Pregled števila prebivalcev po letih | Pregled števila prebivalcev po letih | Pregled števila prebivalcev po letih | Pregled števila prebivalcev po letih | Pregled števila prebivalcev po letih | Pregled števila prebivalcev po letih | Pregled števila prebivalcev po letih |
| ------------------------------------ | ------------------------------------ | ------------------------------------ | ------------------------------------ | ------------------------------------ | ------------------------------------ | ------------------------------------ | ------------------------------------ | ------------------------------------ | ------------------------------------ | ------------------------------------ | ------------------------------------ | ------------------------------------ | ------------------------------------ | ------------------------------------ |
| 1857                                 | 1869                                 | 1880                                 | 1890                                 | 1900                                 | 1910                                 | 1921                                 | 1931                                 | 1948                                 | 1953                                 | 1961                                 | 1971                                 | 1981                                 | 1991                                 | 2001                                 |
| 1442                                 | 2397                                 | 2595                                 | 2793                                 | 3142                                 | 3408                                 | 3980                                 | 4250                                 | 3578                                 | 3637                                 | 3816                                 | 3749                                 | 3786                                 | 3781                                 | 4084                                 |